# بارك سو دام
بارك سو دام (هانغل: 박소담) (مواليد 8 سبتمبر 1991) هي ممثلة كورية جنوبية.

## مسيرتها المهنية
بدء اهتمامها بالتمثيل بعد مشاهدة عدد من العروض الموسيقية والتمثيلية عندما كانت طالبة في المدرسة الثانوية. بعد دخول الجامعة، بدأت بارك حياتها المهنية بالتمثيل في الأفلام المستقلة. اشتهرت بارك بأدائها الناجح في السينما المستقلة.
في عام 2010، التحقت بارك بكلية الدراما في جامعة كوريا الوطنية للفنون. كانت جزءًا من دفعة عام 2010 في قسم التمثيل، إلى جانب زملاء الدراسة مثل كيم جو أون، ولي يو يونغ، وآهن أون جين، ولي سانغ يي، وكيم سونغ تشول، وتشا سيو وون، ولي هوي جونغ.
في عام 2015، حققت نجاح جماهيري بأدائها في فيلم الصمت، وفازت بجائزة أفضل ممثلة مساعدة في حفل جوائز "Busan Film Critics Awards"، وحققت افلامها Veteran و The Throne ناجحا في شباك التذاكر الكوري، وشاركت في فيلم الإثارة والغموض "The Priests".
في عام 2016، شاركت بدور رئيسي في الدراما الطبية عقل جميل وفي مسلسل الكوميديا الرومانسي سندريلا والفرسان الأربعة.
في عام 2019، شاركت بارك بدور البطولة في فيلم الكوميديا السوداء «طفيلي»،  تلقى الفيلم إشادة دولية ونجاح كبير في شباك التذاكر في كوريا الجنوبية. ونجاح عالمي كبير وفاز الفيلم بالسعفة الذهبية في مهرجان كان السينمائي 2019، وأصبح أول فيلم كوري جنوبي يحصل على هذه الجائزة.

## الأعمال

### أفلام
| السنة | الفيلم    | الدور              |
| ----- | --------- | ------------------ |
| 2015  | مخضرم     | الشابة             |
| 2019  | طفيلي     | كيم كيجونغ / جسيكا |
| 2022  | توصيل خاص | أون ها             |

### مسلسلات
| السنة     | العنوان       | الدور       |
| --------- | ------------- | ----------- |
| 2016      | عقل جميل      | جي جين سونغ |
| 2020      | ذكريات الشباب | أهن جونغ ها |
| 2023–2024 | لعبة الموت    | ديث         |

## وصلات خارجية
- بارك سو دام على موقع IMDb (الإنجليزية)
- بارك سو دام على موقع روتن توميتوز (الإنجليزية)
- بارك سو دام على موقع قاعدة بيانات الفيلم (الإنجليزية)
- بارك سو دام على موقع كينوبويسك (الروسية)